# Save the Last One
Save the Last One é o terceiro episódio da segunda temporada da série de televisão do gênero terror e drama pós-apocalíptico The Walking Dead.  Foi exibido originalmente na AMC, nos Estados Unidos, em 30 de Outubro de 2011. Save the Last One foi escrito por Scott M. Gimple e dirigido por Phil Abraham.

## Enredo
Com Shane Walsh (Jon Bernthal) e Otis (Pruitt Taylor Vince) desaparecidos  por horas, Hershel Greene (Scott Wilson) informa Rick Grimes (Andrew Lincoln) e sua esposa Lori (Sarah Wayne Callies) que ele deve realizar a cirurgia em seu filho Carl (Chandler Riggs) sem o equipamento necessário.
Andrea (Laurie Holden) e Daryl Dixon (Norman Reedus) saem em busca de Sophia Peletier (Madison Lintz), seguindo por sua mãe Carol (Melissa McBride) chorando a sua perda. Daryl diz a Andrea sobre sua infância e manifesta a esperança que eles localizarão com êxito Sophia. Eles tropeçam em um acampamento abandonado, encontrando um zumbi morto-vivo (uma pessoa que havia cometido suicídio por enforcamento em uma árvore). Daryl insiste que eles deixem o zumbi sozinho, mas Andrea firmemente se recusa. Ele pergunta a ela se ela quer continuar a viver, para o qual ela exclama: incerteza. Antes de retornar ao acampamento, Daryl mata o zumbi. Ao retornar ao acampamento, Dale Horvath (Jeffrey DeMunn) tenta reconciliar-se com Andrea, retornando a sua arma.
Glenn (Steven Yeun) e T-Dog (IronE Singleton) viajam para a casa de Greene. À chegada, Glenn começa a rezar para o bem-estar dos seus sobreviventes, enquanto T-Dog recebe tratamento médico para o envenenamento do sangue. Enquanto isso Carl desmaia e brevemente, recorda What Lies Ahead antes de entrar em convulsão. Uma perturbada Lori opina para Rick sobre terminar com o sofrimento de Carl, mas Rick insiste em mantê-lo vivo.
Na escola secundária, Shane e Otis se separam depois de lutar contra uma horda de zumbis. Shane fere a perna ao tentar pular de uma janela do segundo andar e Otis também depois de saltar de uma arquibancada retraída. Em cima de reagrupamento, Shane e Otis estão aparentemente sem opções para a sobrevivência. Eles começam a mancar para voltar para seu caminhão, eventualmente com pouca munição.
Rick e Lori decidem fazer a operação sem o equipamento necessário. Enquanto se preparam para a operação, Shane chega com os suprimentos médicos, mas sem Otis. Ele alega que Otis se sacrificou para salvar o Carl. Mas mais tarde é revelado que o Shane na verdade traiu Otis, atirando-lhe na perna e deixá-lo como isca para os zumbis. O episódio termina com Shane raspando sua cabeça, exterminando provas de armar contra Otis.